# 존 오비 미켈
존 마이클 은체쿠베 오비나(영어: John Michael Nchekube Obinna, 1987년 4월 22일 ~ )는 흔히 존 오비 미켈(영어: John Obi Mikel)로 알려진 나이지리아의 전 축구 선수이다. 포지션은 미드필더였다.

## 클럽 경력
2005년 FK 륀에 입단하여 데뷔하였고, 2006년 6월 잉글랜드 프리미어리그의 첼시로 이적하였다. 2017년 1월 중화인민공화국 톈진 터다으로 이적하였다. 2019년 1월 미들즈브러으로 이적했다. 포지션은 중앙 미드필더이며, 188cm의 건장한 체격 조건을 갖추고 있다. 2005년 FIFA U-20 월드컵에서 나이지리아 대표로 출전했으며, 2010년 FIFA 월드컵 예선에서 나이지리아의 핵심 선수로 자리잡았으나 대회 직전에 부상으로 본선 무대에는 나가지 못했다.
2013년 9월 21일 풀럼과의 경기에서 자신의 첼시 3호골이자 리그 데뷔골을 넣었다

## 국가대표 경력
- 2005년 FIFA 세계 청소년 축구 선수권 대회 국가대표
- 2006년 아프리카 네이션스컵 국가대표
- 2008년 아프리카 네이션스컵 국가대표
- 2010년 아프리카 네이션스컵 국가대표
- 2013년 아프리카 네이션스컵 국가대표
- 2013년 FIFA 컨페더레이션스컵 국가대표
- 2014년 FIFA 월드컵 국가대표
- 2016년 하계 올림픽 국가대표
- 2018년 FIFA 월드컵 국가대표
- 2019년 아프리카 네이션스컵 국가대표

## 수상

#### 첼시
- 프리미어리그 : 2009-10, 2014-15
- FA컵 : 2006–07, 2008–09, 2009–10, 2011–12
- EFL컵 : 2006–07, 2014–15
- FA 커뮤니티 쉴드 : 2009
- UEFA 챔피언스리그 : 2011-12
- UEFA 유로파리그 : 2012-13

#### 나이지리아
- 아프리카 컵 오브 네이션스 : 2013
- 하계 올림픽 축구 동메달 : 2016
- FIFA U-20 월드컵 : 준우승 (2005)

### 개인
- 아프리카 올해의 선수 2위 : 2013
- CAF 올해의 재능 : 2005
- CAF 올해의 팀 : 2005, 2013
- 아프리카 네이션스컵 베스트 팀 : 2013
- FIFA 세계 청소년 축구 선수권 대회 : 실버볼 (2005)
- 첼시 올해의 영플레이어 : 2007, 2008
- 2013년 아프리카 네이션스컵 맨 오브 더 매치 : vs. 부르키나파소 (조별리그 & 결승전)
- 2014년 FIFA 월드컵 맨 오브 더 매치 : vs. 이란 (조별리그)
- 나이지리아 공화국 공로장